# Campaea rubrociliata
Campaea rubrociliata är en fjärilsart som beskrevs av Karl Schawerda 1932. Campaea rubrociliata ingår i släktet Campaea och familjen mätare. Inga underarter finns listade i Catalogue of Life.